# 維斯塔爾嶺
77°53′S 160°38′E / 77.883°S 160.633°E
維斯塔爾嶺（英語：Vestal Ridge）是南極洲的山嶺，位於維多利亞地的斯科特海岸，屬於夸特梅因山脈的一部分，海拔高度2,240米，現時由南極條約體系管理。